# Ракитиха
Ракитиха — деревня в составе Ивановского сельского поселения Шарьинского района Костромской области России.

## География
Деревня расположена на берегу реки Межеумиха.

## История
Согласно Спискам населенных мест Российской империи в 1872 году деревня относилась к 2 стану Ветлужского уезда Костромской губернии. В ней числилось 25 дворов, проживали 73 мужчины и 72 женщины.
Согласно переписи населения 1897 года в деревне проживало 245 человек (105 мужчин и 140 женщин).
Согласно Списку населенных мест Костромской губернии в 1907 году деревня относилась к Одоевско-Спиринской волости Ветлужского уезда Костромской губернии. По сведениям волостного правления за 1907 год в деревне числилось 42 крестьянских двора и 329 жителей. В деревне имелись три ветряных мельницы, школа. Основным занятием жителей деревни был лесной промысел.
До 2010 года деревня входила в состав Марутинского сельского поселения.

## Население
| 2008 | 2010 | 2014 |
| ---- | ---- | ---- |
| 0    | →0   | →0   |